# Giuseppe venduto a Putifarre
Giuseppe venduto a Putifarre è un dipinto a olio su tavola (61x51,6 cm) di Pontormo, databile al 1515 circa e conservato nella National Gallery di Londra. La tavola faceva parte della decorazione della Camera nuziale Borgherini.

## Storia
A partire dal 1515 circa Salvi Borgherini fece decorare la camera nuziale di suo figlio Pierfrancesco e della consorte Margherita Acciaiuoli con una boiserie e mobilio intagliato da Baccio d'Agnolo, progettista anche del palazzo dove si trovava l'insieme, il tutto decorato da una serie di pannelli figurati di Pontormo, Francesco Granacci e, in una fase immediatamente successiva, Andrea del Sarto e il Bacchiacca.
Il tema era quello delle Storie di Giuseppe ebreo, eroe virtuoso e casto spesso raffigurato come esempio per le giovani coppie. Il Pontormo dipinse quattro pannelli, Giuseppe riceve richieste d'aiuto dai fratelli, Giuseppe venduto a Putifarre, il Supplizio del fornaio e Giuseppe in Egitto.
Il risultato era così straordinario che nel 1529 la Signoria voleva farne dono a Francesco I di Francia, ma Margherita Acciaiuoli negò la richiesta di acquisto seccamente.
Gli eredi della coppia però non ressero molto alle lusinghe e fu così che nel 1584 Francesco I de' Medici ottenne le tavole di Andrea del Sarto e di Granacci, che sono agli Uffizi e alla Galleria Palatina, mentre le altre andarono disperse e si trovano oggi divise tra la National Gallery di Londra (tutte le tavole di Pontormo e due di Bacchiacca) e la Galleria Borghese di Roma (le quattro piccole tavole di Bacchiacca).
La tavola di Giuseppe venduto a Putifarre, forse la seconda dipinta da Pontormo, entrò nel museo londinese nel 1979 pre acquisto tramite l'Art Fund.

## Descrizione e stile
In un affollato mercato egiziano i mercanti isameliti, che avevano acquistato Giuseppe ebreo dai suoi fratelli invidiosi, rivendono il fanciullo come schiavo a Putifarre (Genesi 39: 1).
La scena segna un innovativo brulichio di personaggi, ispirato probabilmente alle stampe nordiche che già allora circolavano a Firenze. Al centro della scena si vede il piccolo Giuseppe davanti al suo nuovo padrone, mentre a sinistra gli Isameliti si dividono l'incasso. Come nelle successive tavole del ciclo, la disposizione dei personaggi, che in questo caso aprono un varco al centro, guida l'occhio dello spettatore in profondità, dove stanno, al culmine di una salita, un gruppo di personaggi davanti a un edificio decorato da una statua della Carità. La scultura si trova non a caso sopra la figura di Putifarre, come a elogiarne le virtù. Al centro si vede un portale, affollato da molti personaggi tra cui un cavaliere con l'animale in suggestivo scorcio; a destra un uomo si affaccia da un oculo ruotando in fuori il busto, un'anticipazione degli evangelisti della Cappella Barbadori, che indica un personaggio rivolto verso lo spettatore, probabile autoritratto dell'artista. A sinistra invece una finestra ad arco con le ante aperte rivela lo stesso Putifarre che legge una lettera, simile nell'iconografia alle rappresentazioni di San Girolamo nello studio.